# NGC 5863
NGC 5863 est une galaxie spirale intermédiaire située dans la constellation de la Balance. Sa vitesse par rapport au fond diffus cosmologique est de 4 455 ± 16 km/s, ce qui correspond à une distance de Hubble de 65,7 ± 4,6 Mpc (∼214 millions d'al). NGC 5863 a été découverte par l'astronome américain Ormond Stone en 1886.
La classe de luminosité de NGC 5863 est I.
À ce jour, quatre mesures non basées sur le décalage vers le rouge (redshift) donnent une distance de 61,775 ± 15,357 Mpc (∼201 millions d'al), ce qui est à l'intérieur des valeurs de la distance de Hubble.
Selon Soares et ses collègues, NGC 5863 et IC 4536 forment une paire de galaxies. Cependant, la distance de Hubble d'IC 5863 est d'environ 119 millions années-lumière, soit presque 100 millioins d'années-lumière plus rapprochée. Ces deux galaxies constituent donc une paire purement optique.

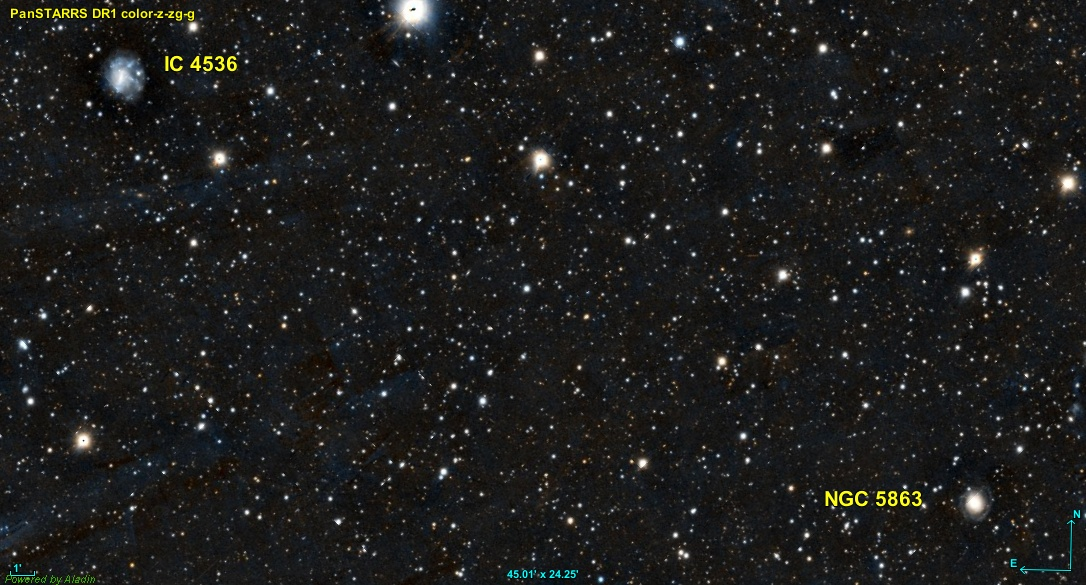
Les galaxies IC 4536 et NGC 5863 sont rapprochées sur la sphère céleste, mais ce rapprochement est dû à un alignement fortuit.